# ATP (Bauwirtschaft)

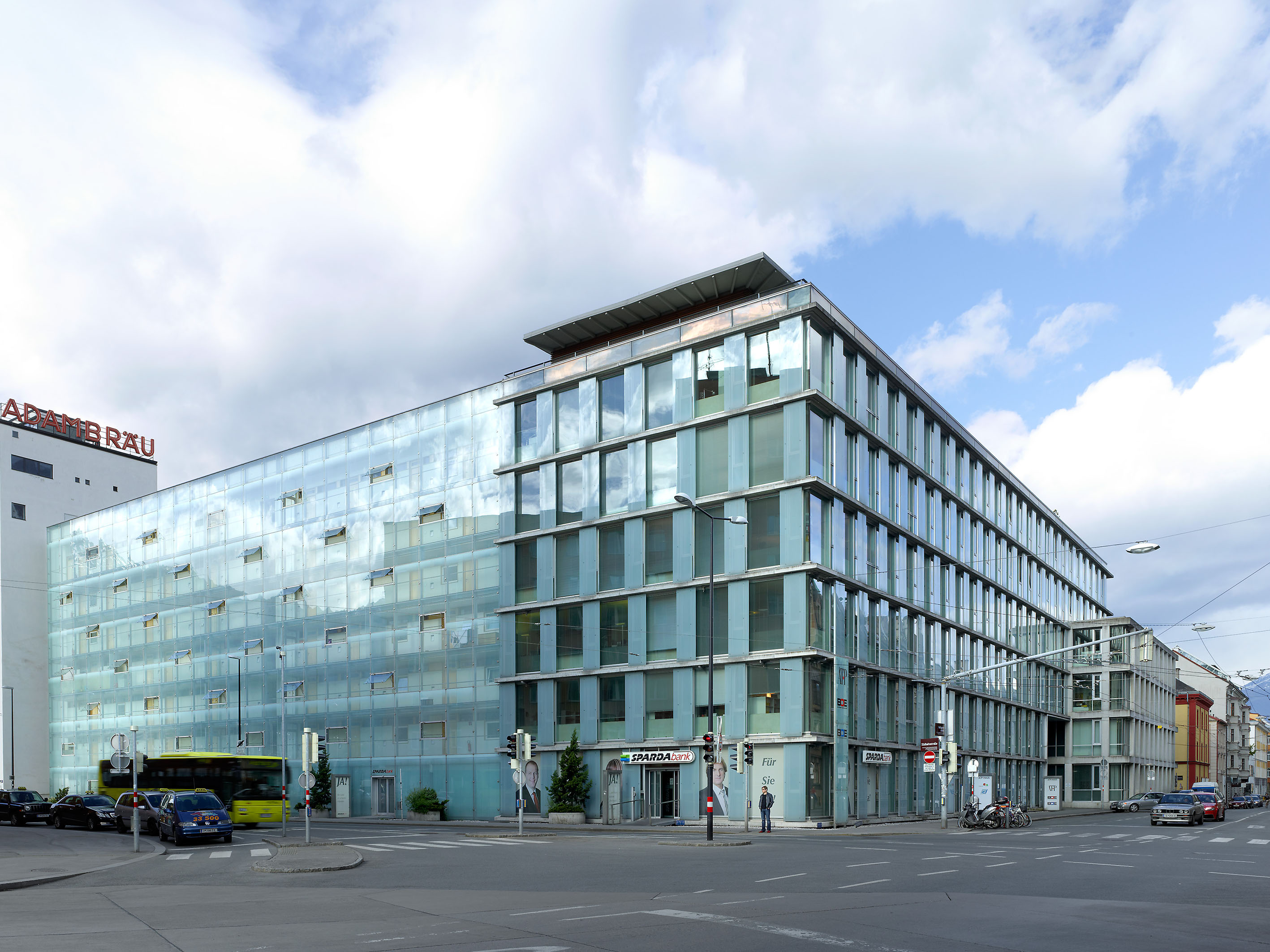
Headquarters ATP architekten ingenieure, Innsbruck (Österreich)

ATP (Eigenschreibweise: ATP architekten ingenieure) ist ein international agierendes Architektur- und Ingenieurbüro für Integrale Planung mit Sitz in Innsbruck, Österreich und 14 Standortgesellschaften in DACH und CEE.

## Organisation
Mit mehr als 1500 Mitarbeitern aus 38 Nationen und vierzehn operativen Gesellschaften für Integrale Planung nimmt ATP laut BD online Platz 13 unter den 100 weltweit größten Architektur- und Ingenieurbüros ein und ist Marktführer in Westeuropa.
ATP architekten ingenieure ist als Integraler Planer in den Bereichen Architektur, Innenarchitektur, Tragwerksplanung, Technische Gebäudeausrüstung (TGA) und Objektüberwachung tätig. Schwerpunkt der Geschäftstätigkeit ist die Integrale Planung für Städtebau und Landscape, Produktion und Logistik, Retail, Kultur und Freizeit, Hospitality, Büro und Verwaltung, Wohnen, Mixed-Use, Lehre und Forschung, Gesundheitswesen sowie Infrastruktur und Verkehr.
Die ATP-Gruppe verfügt über weitere Sonderplanungs- und Forschungsgesellschaften, die sich mit integraler Gebäudeplanung (Design und Research), Medizin-, Labor- und Küchentechnik (ATP health) sowie Bauphysik, Forschung, Beratung, Ingenieursleistungen und Zertifizierung im Bereich Nachhaltigkeit (ATP sustain) sowie Landschaftsgestaltung, Freiraumplanung, Objektplanung und -forschung (ensphere) beschäftigen. Mint Architecture betreut Kunden im erlebnis- und nutzerorientierten Interior Design. Im Vorfeld der Integralen Planung sind Gesellschaften in den Bereichen Immobiliendevelopment (redserve), Prozessplanung in der Lebensmittelindustrie (foodfab, FactoryXperts), strategische Bauentwicklung und Bauprojektmanagement im Gesundheitsbau (blu-print consulting GmbH) sowie integrierte IT-Lösungen für Planungs- und Bauprozesse (Plandata) im Einsatz. Der mit ATP Zürich kooperierende integrale Planungspartner Hochstrasser Glaus & Partner Consulting AG ist spezialisiert auf die Planung komplexer Gebäudetechnik sowie Konzept- und Energiestudien.
Die Aktien der ATP Planungs- und Beteiligungs AG halten die in der operativen Leitung der Gesellschaften agierenden sieben Partner, die ATP führen:
Christoph M. Achammer (Vorstandsvorsitzender), Albert Achammer (Vorstand), Werner Kahr (Vorstand), Robert Kelca (Vorstand), Branko Knežević, Dario Travaš und Matthias Wehrle. Neben den Partnern (Aktionären) gibt es 53 Assoziierte Partner und 116 Assoziierte. Damit sind über 15 % der Mitarbeiter in die Partnerschaft eingebunden (Stand 2024).
ATP ist derzeit an vierzehn selbstständigen Standorten tätig: Innsbruck, Wien, München, Frankfurt am Main, Berlin, Nürnberg, Hamburg, Karlsruhe, Aachen, Zürich, Zagreb, Budapest, Belgrad, Krakau.

## Geschichte
1951 eröffnete der Architekt (ETH) Fred Achammer (1924–2015) in Innsbruck ein Architekturbüro, das sich mit Industrie- und Logistikbauten im deutschsprachigen Raum beschäftigte. 1976 begründeten Achammer, der Bauingenieur Sigfrid Tritthart und der Maschinenbauingenieur Gunther Fröhlich die Partnerschaft Achammer Tritthart Fröhlich (ATF) mit dem Ziel, Integrale Planung als Gesamtplaner nach angloamerikanischem Vorbild anbieten zu können. 1985 expandierte ATP nach Wien. Nach dem Tod Fröhlichs nannte sich das Büro ab 1986 AT Achammer Tritthart Generalplaner.
1987 folgte Christoph M. Achammer seinem Vater nach und wurde 1989 Partner für den Bereich Architektur. ATP (Achammer Tritthart und Partner) hatte ca. 80 Mitarbeiter. 1989 wurde der Planungsstandort in München gegründet. Es folgten Niederlassungen in Leipzig, Dresden und Prag. 1999 wurde ATP mit ca. 250 Mitarbeitern in eine Aktiengesellschaft umgewandelt.
2002 nahm Christoph M. Achammer die Berufung als Universitätsprofessor am Lehrstuhl für Industriebau und interdisziplinäre Bauplanung der TU Wien an, die er bis 2022 innehatte. Im gleichen Jahr gründete ATP einen Planungsstandort in Zagreb. 2007 wurde das im Hochhaus- und Krankenhausbau tätige Frankfurter Büro N+M architekten (ehem. Novotny Mähner) Mitglied der ATP-Gruppe und mit der Fusion im Jahr 2009 zum Frankfurter ATP-Standort. Im Zuge der Erweiterung der Partnerschaft und des altersbedingten Ausscheidens von Sigfrid Tritthart nennt sich das Büro 2008 ATP architekten ingenieure. In den darauffolgenden Jahren entstanden die Forschungsgesellschaften ATP sphere und ATP sustain.
2010 integrierte ATP das auf Wohnbau spezialisierte Zürcher Büro kfp architekten ag. 2012 gründete ATP mit der Foodfab GmbH eine Consultinggesellschaft für Prozessplanung in der Lebensmittelindustrie. Seit demselben Jahr plant ATP mit Building Information Modeling (BIM) und gilt als Innovationsführer im deutschsprachigen Raum. Seit 2013 bildet ATP Mitarbeiter in der ATP Academy aus, ein internes Ausbildungsprogramm für Integrale Planung mit BIM. 2014 entstand aus der Partnerschaft mit dem Büro Architektenpartner Frankfurt eine Planungsgesellschaft für das Gesundheitswesen, ATP health. Der von ATP über mehrere Jahre entwickelte BIM-Standard floss in die 2015 in Kraft getretene Österreichische BIM-Norm ein (ÖNORM A 6241). 2017 erfolgte die Umbenennung von ATP kfp Architekten und Ingenieure AG Zürich in ATP architekten ingenieure Zürich AG. 2017 erfolgte die Gründung von ATP Berlin und 2018 die des auf Gesundheitsbauten spezialisierten Architekturbüros Haid & Partner mit der Umbenennung im Jahr 2021 in ATP architekten ingenieure Nürnberg. Im Jahr 2019 erwarb ATP den Mehrheitsanteil an der Mint Architecture AG und wurde Anteilseigner von FactoryXperts. 2020 gründete ATP einen Planungsstandort in Hamburg. Im Jahr 2021 wurde die HGPC (Hochstrasser Glaus & Partner Consulting AG) integraler Planungpartner von ATP Zürich. 2022 folgte die Gründung von ATP zero in München, 2023 expandierte ATP nach Polen (ATP Krakau) und Serbien (ATP Belgrad).. Im selben Jahr gründete ATP einen neuen Standort in Karlsruhe sowie ITA engineering in München. Im Rahmen einer Nachfolgelösung ging das Zürcher Architekturbüro HemmiFayet zu ATP über und wurde 2024 Teil des ATP-Standorts in Zürich. 2024 gründete ATP einen weiteren deutschen integralen Planungsstandort in Aachen.
Im jährlichen BD online survey wird ATP architekten ingenieure seit 2011 als einziges Architekturbüro mit Sitz in Österreich auf der „Big List“ der Top 100 geführt. Seit 2022 als zweitgrößtes europäisches Büro. Mehrfach wurde ATP dabei als Marktführer in Westeuropa klassifiziert, zuletzt 2023 und 2024. Seit 2015 belegte ATP durchgehend den ersten Rang des österreichischen Markenpreises Eureb Brand Awards in der Kategorie Architektur und wurde 2023 als "Strongest Brand of the Decade" ausgezeichnet.

## Gründungen und Mitgliedschaften
Als Gründungsmitglied der IG Lebenszyklus Bau war ATP in der Funktion von ATP-CEO Christoph M. Achammer auch an der Entwicklung eines Leitfadens für öffentliche und private Bauherren beteiligt. ATP ist ebenso Gründungsmitglied der DGNB e. V. Deutsche Gesellschaft für nachhaltiges Bauen sowie der ÖGNI Österreichische Gesellschaft für Nachhaltige Immobilienwirtschaft. ATP ist Mitglied bei der Arbeitsgemeinschaft Industriebau e. V., dem International Council of Shopping Centers, dem Austrian Council of Shopping Centers, dem German Council of Shopping Centers. Zwischen 2001 und 2005 konzipierte ATP als Organising Partner die „Alpbacher Architekturgespräche“ im Rahmen des Europäischen Forum Alpbach.

## Bauwerke und Projekte
(Auswahl)

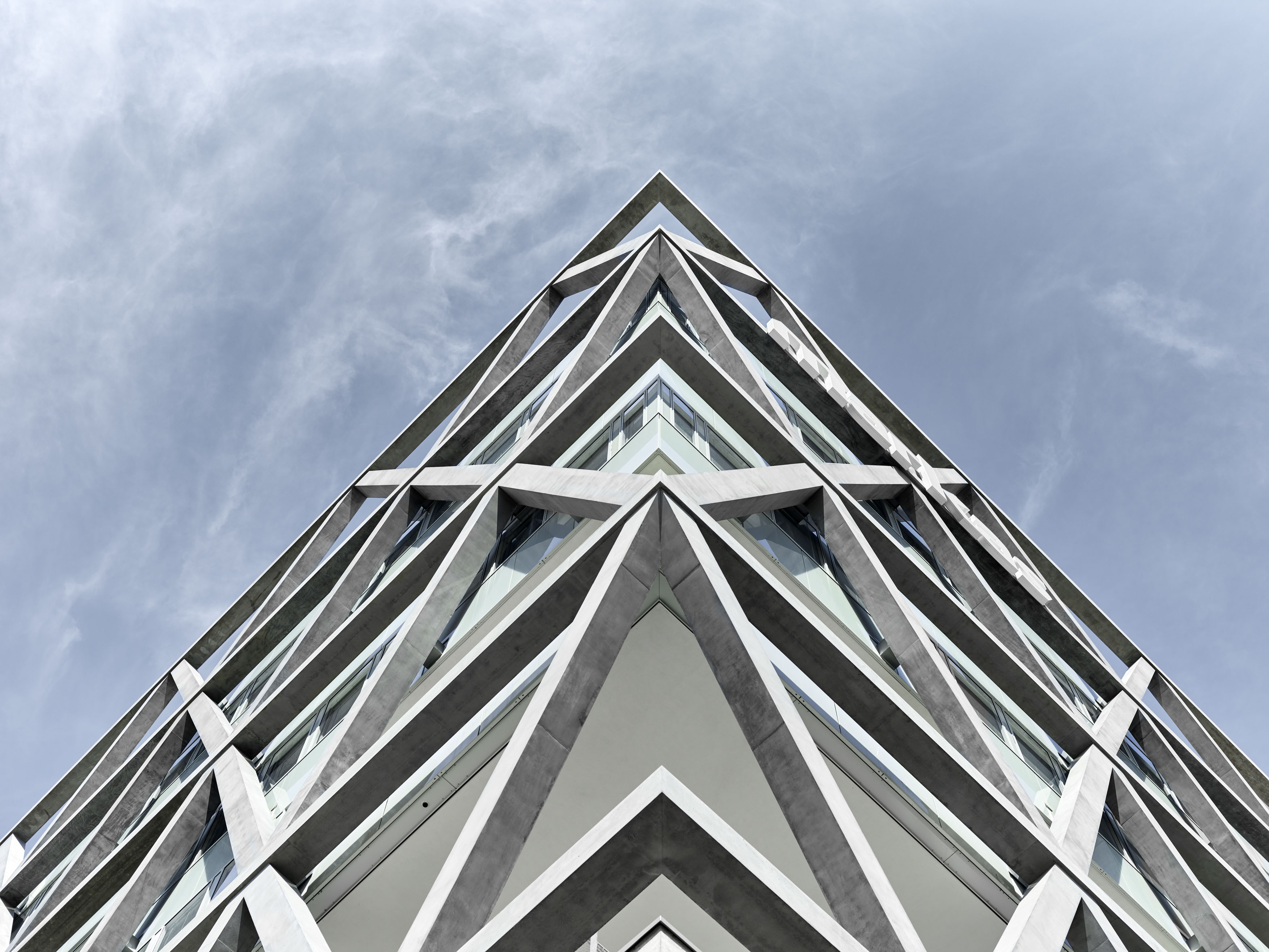
Markas-Headquarters, Bozen (Italien), 2019

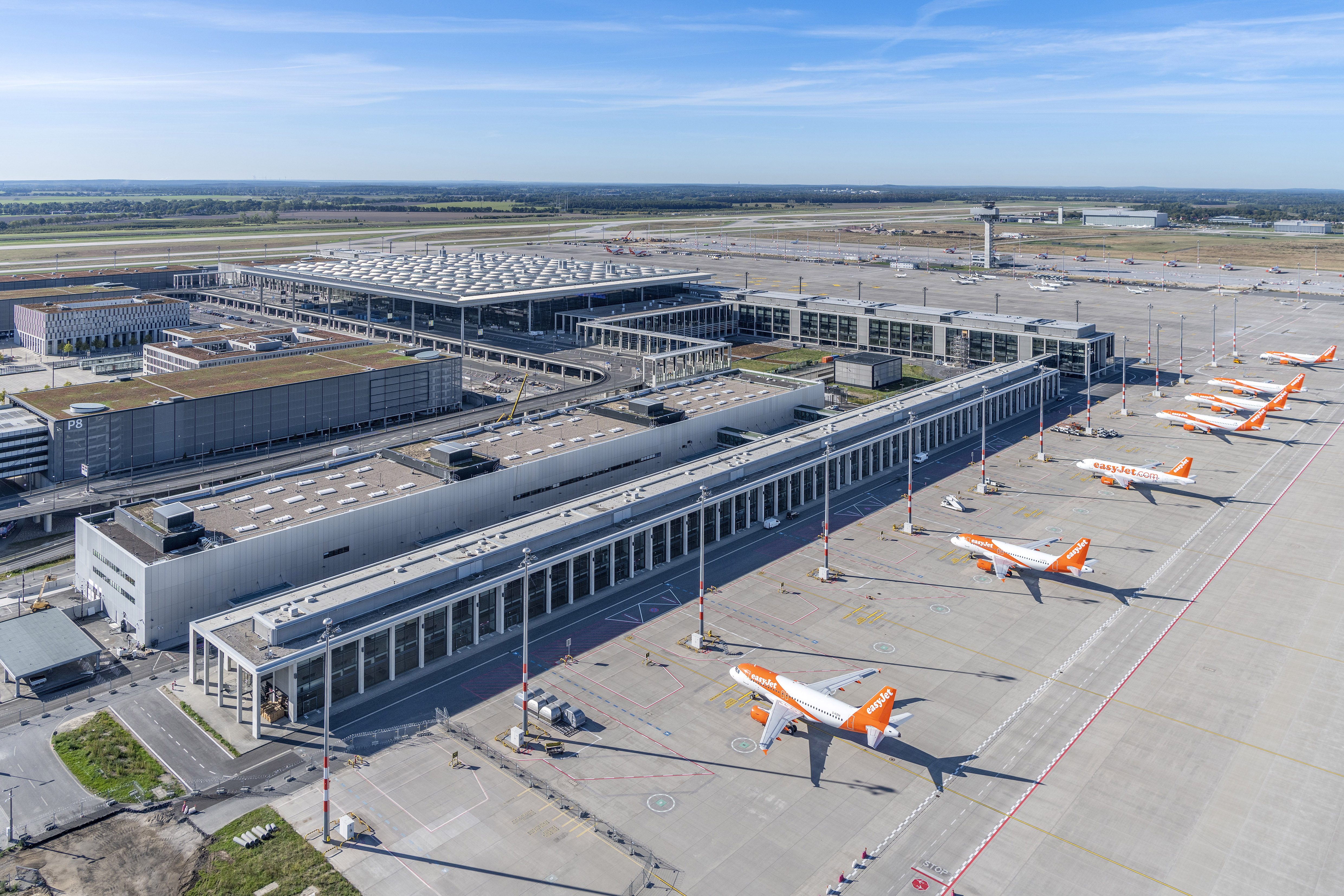
Flughafen BER Terminal 2, Berlin (Deutschland), 2020

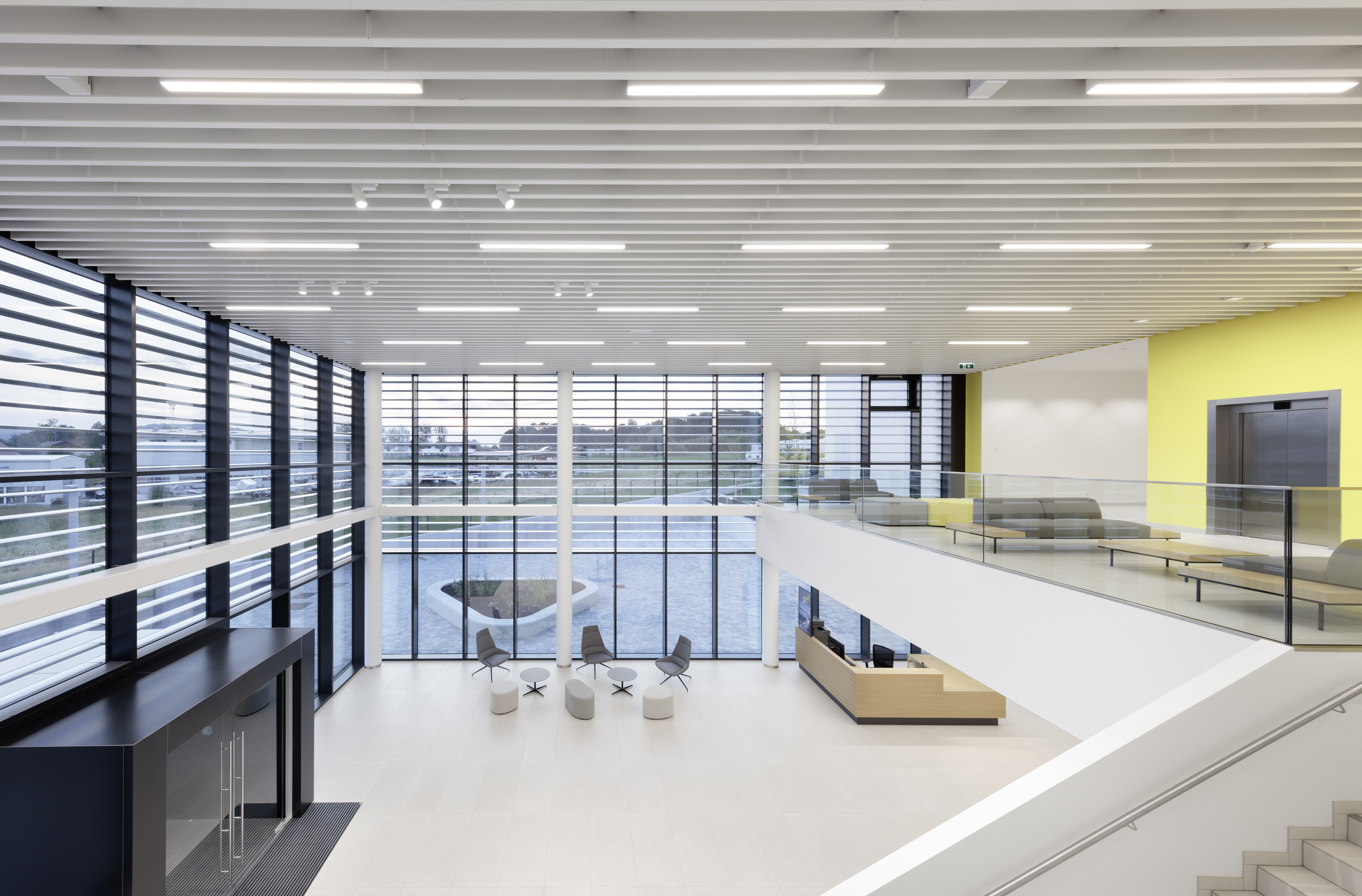
Viega Seminar- und Vertriebscenter, Attersee (Österreich), 2021

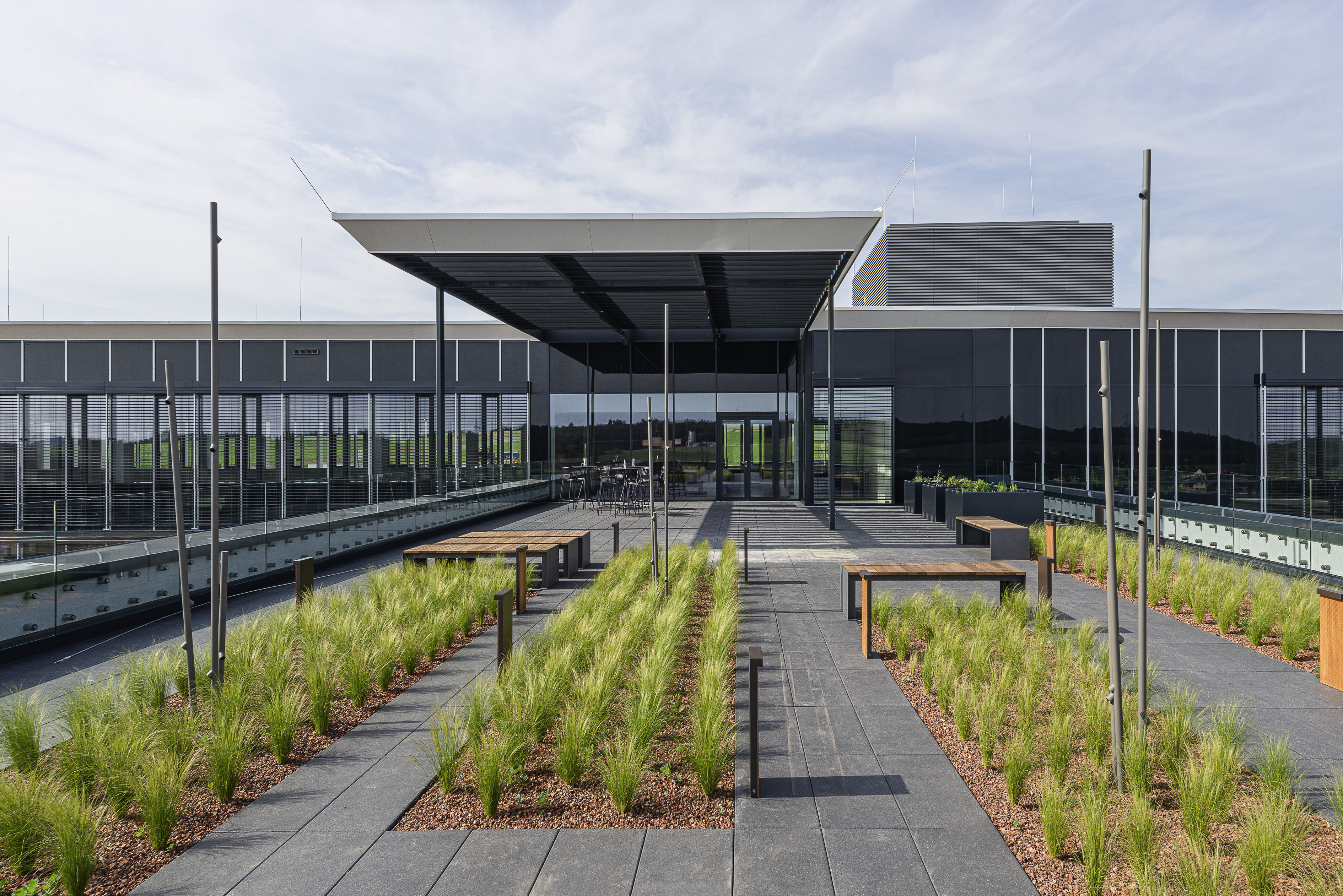
Ringana campus, St. Johann in der Haide (Österreich), 2021

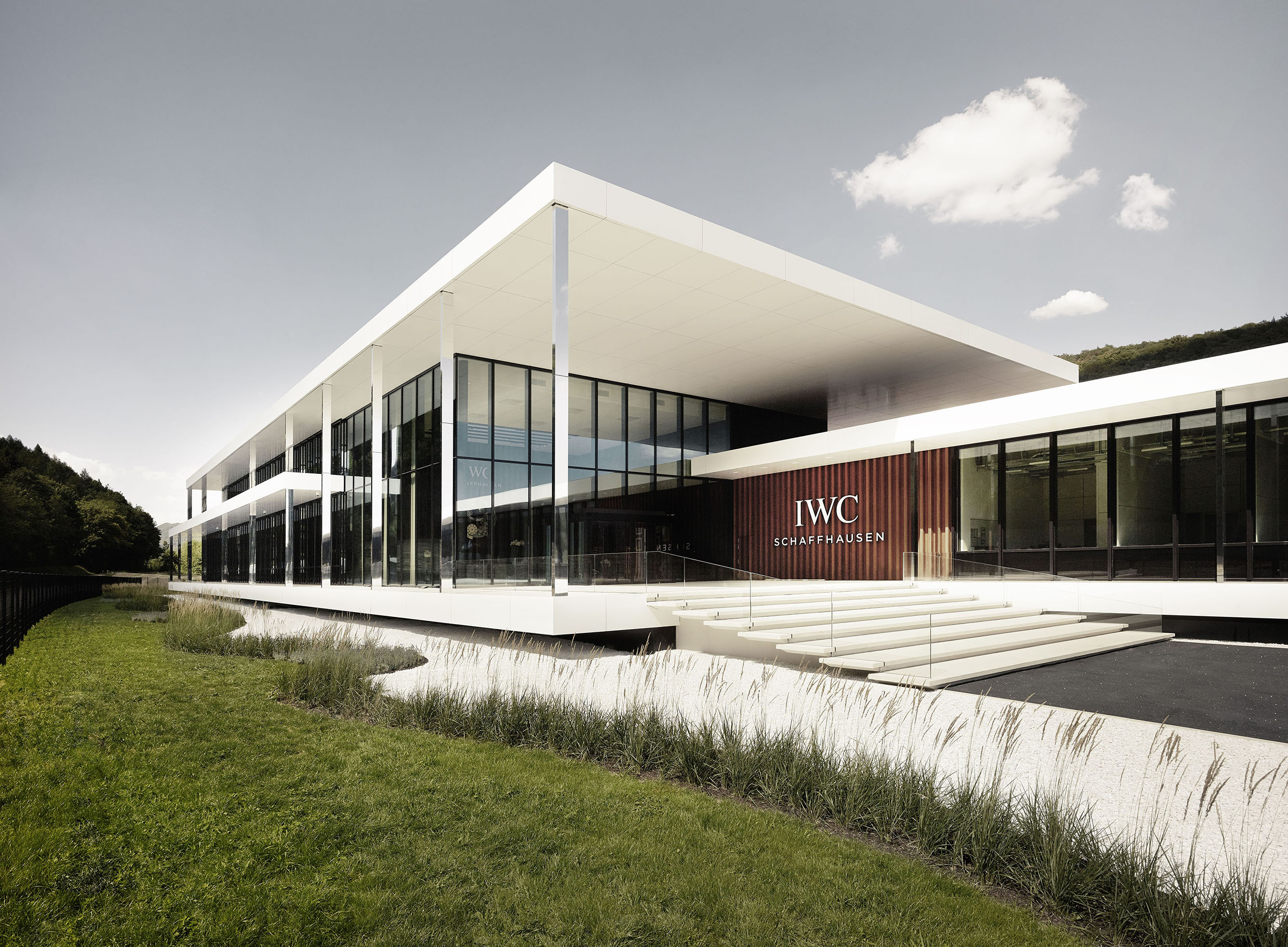
IWC Manufakturzentrum, Schaffhausen, (Schweiz) 2018

- Wasserbaulabor für die Universität für Bodenkultur Wien (Österreich), 2023
- Firmensitz für CERATIZIT Austria in Kreckelmoos (Österreich), 2023
- Büro- und Verwaltungsgebäude der Kassenärztliche Vereinigung Nordrhein (KVNO) in Köln (Deutschland), 2023
- Universitäres Notfallzentrum, Universitätsklinik Rostock (Deutschland), 2022
- Austro Tower, Wien (Österreich), 2022
- Produktions-, Verwaltungs- und Logistikgebäude: Ringana campus, St. Johann in der Haide (Österreich), 2021
- Vertriebs- und Seminarcenter Viega, Attersee (Österreich), 2021
- Flughafen Berlin-Brandenburg, Terminal 2, Berlin (Deutschland), 2020
- Shopping- und Stadtteilzentrum ALEJA, Ljubljana (Slowenien), 2020
- Headquarters Markas, Bozen (Italien), 2019
- Technologiezentrum Seestadt (tz2), Wien (Österreich), 2019
- Innovationszentrum: HOFER ALPHA Retail Network, Eberstalzell (Österreich), 2018
- Manufakturzentrum: IWC, Schaffhausen, (Schweiz) 2018
- Wohnturm und Geschäftshaus: IN-Tower, Ingolstadt, (Deutschland) 2018
- Verwaltungsgebäude: OMV, Schwechat (Österreich) 2017
- Hauptniederlassung: Mercedes-Benz, Frankfurt (Deutschland) 2016
- Forschungsinstitut für Molekulare Pathologie (IMP), Wien (Österreich) 2016
- Forschungsgebäude: Fraunhofer IFAM, Bremen (Deutschland), 2014
- Bürogebäude: BASF, Ludwigshafen am Rhein (Deutschland), 2014
- Neugestaltung und Generalsanierung: Fakultäten für Architektur und technische Wissenschaften der Universität Innsbruck, Innsbruck (Österreich), 2014
- Generalsanierung Handelszentrum: Shopping City Süd, Vösendorf (Österreich), 2013
- G3 Shopping Resort, Gerasdorf (Österreich), 2012
- Technologiezentrum Seestadt, Wien (Österreich), 2012 – erstes Plusenergie-Bürogebäude Österreichs
- Produktions- und Logistikgebäude: Hilti P4plus, Thüringen (Österreich), 2009 – erster nach ÖGNI (Silber) zertifizierter Industriebau Österreichs[15]
- Einkaufszentrum: Westgate, Zagreb (Kroatien), 2009
- Einkaufszentrum: Atrio (SES), 2007, Villach (Österreich), Nachhaltigstes Einkaufszentrum der Welt, ICSC Best of the Best-Award 2009
- Refurbishment Einkaufszentrum: Sillpark, Innsbruck (Österreich), 2007
- Entwicklung eines neuen Corporate-Architecture-Konzeptes für EDEKA Süd (Deutschland), 2006, 2012
- Entwicklung eines neuen Corporate-Architecture-Konzeptes und Neubau des Einkaufszentrums: max.center (SPAR), Wels (Österreich), 2002
- Microchip-Werk: ams, Graz/Unterpremstätten (Österreich), 2001
- Verwaltungsgebäude: Infineon, Villach (Österreich), 2001
- Verwaltungsgebäude: Isovolta, Wiener Neudorf (Österreich), 2000
- Gesamtkoordination, Entwurfsüberarbeitung und Ausführungsplanung: Millennium Tower, Wien (Österreich), 1999 – zu seiner Bauzeit höchstes Bürogebäude Österreichs (heute zweithöchstes)
- Corporate Architecture-Konzept und Integrale Planungen für INTERSPAR Einkaufszentren (Österreich), ab 1997 – heute
- Chipfabrik: SIMEC Siemens Microelectronics Center (heute Infineon), Dresden (Deutschland), 1995

## Auszeichnungen
Seit 1990 gewann ATP nach eigenen Angaben mehr als 80 Wettbewerbe und erhielt Preise und Auszeichnungen für nachhaltiges Planen und Corporate Social Responsibility. ATP wurde 2011 für die informationsoptimierte Planung mit Building Information Modeling (BIM) ausgezeichnet. 2022 wurde ATP für die Entwicklung eines CO2-Tools zur Berechnung grauer Emissionen mit dem Green-BIM Award ausgezeichnet.
Im Bereich Architektur- und Ingenieurdesign wurde in den Jahren 2013 und 2018–2023 der Iconic Award an ATP verliehen, ebenso der German Design Award in den Jahren 2019, 2022 und 2024. Das Stadtteilzentrum ALEJA wurde 2021 mit dem Global RLI Award und 2023 mit dem Design and Development Award ausgezeichnet. Die IWC-Manufaktur in Schaffhausen erhielt 2022 den Architecture & Design Collection Award. Als Marke hält ATP seit 2015 Platz 1 beim Real Estate Brand Award und wurde 2023 als „Strongest Brand of the Decade“ ausgezeichnet. 2021 erhielt ATP mit Theurl den Kärntner Holzbaupreis, 2019 war ATP für den Tiroler Holzbaupreis nominiert und erhielt 2014 eine Anerkennung beim niederösterreichischen Holzbaupreis. Weitere Preise für integral geplante Gebäude: 2014 GB ID Award und International Design Award in L.A., USA, Gold, „Architect of the Year 2014“, 2016 Energy Globe, 2016 Innovatives Gebäude, 2017 Regeneration Award, 2018 Industriebaupreis, 2018 Finalist Mapic Award, 2019 Award Deutscher Wohnungsbau, 2019 Well-Gold-Zertifizierung, 2020 und 2022 BigSEE Award, 2022 Deutscher TGA-Award sowie 2022 und 2023 Austrian Green Planet Building Award.
Im jährlichen BD online survey befand sich ATP in den Jahren 2011–2012 und seit 2014 durchgehend unter den vier größten Architekturbüros in Kontinentaleuropa. Im Ranking von 2012 wurde ATP als Planer von Shoppingarchitektur weltweit auf Platz 6 gesetzt. Bei BauNetz belegte ATP in der Kategorie „Planer für Gewerbe“ im Jänner 2014 den Platz 1. Im Jahr 2024 rückte ATP weltweit auf Platz 13 vor und belegte Platz 2 in CEE. Das BD-Online-Ranking platzierte ATP nach Märkten in folgenden Sparten unter den Top 5 weltweit: Science, Technology & Industrial (3), Consulting (4) und Engineering (5). In den Jahren 2015–2023 belegte ATP jeweils den ersten Rang des EUREB BRAND AWARDS (Österreich) in der Kategorie Architektur.